# Thomas Schütte

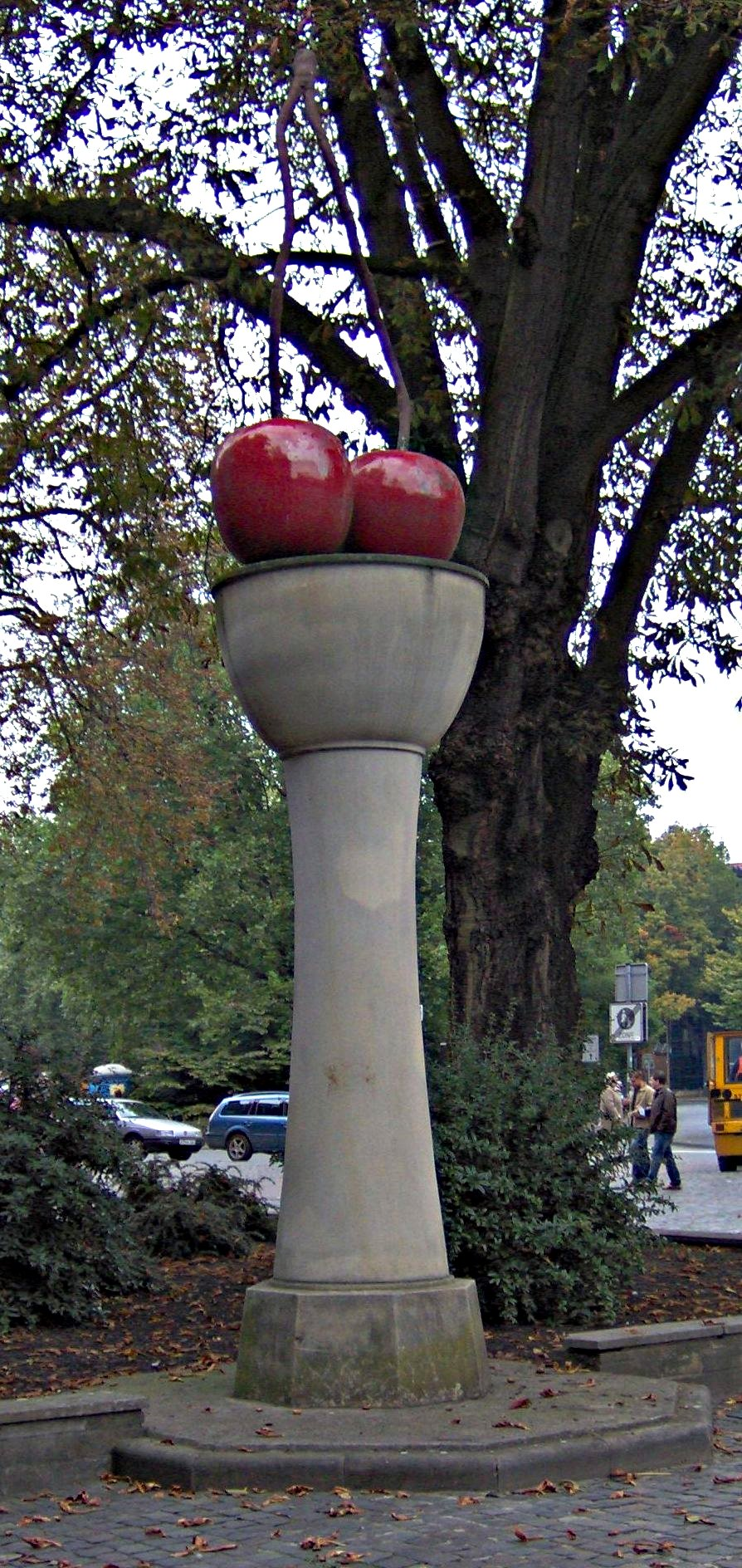
Kirschensäule (Cherry Column) at Skulptur Projekte Münster

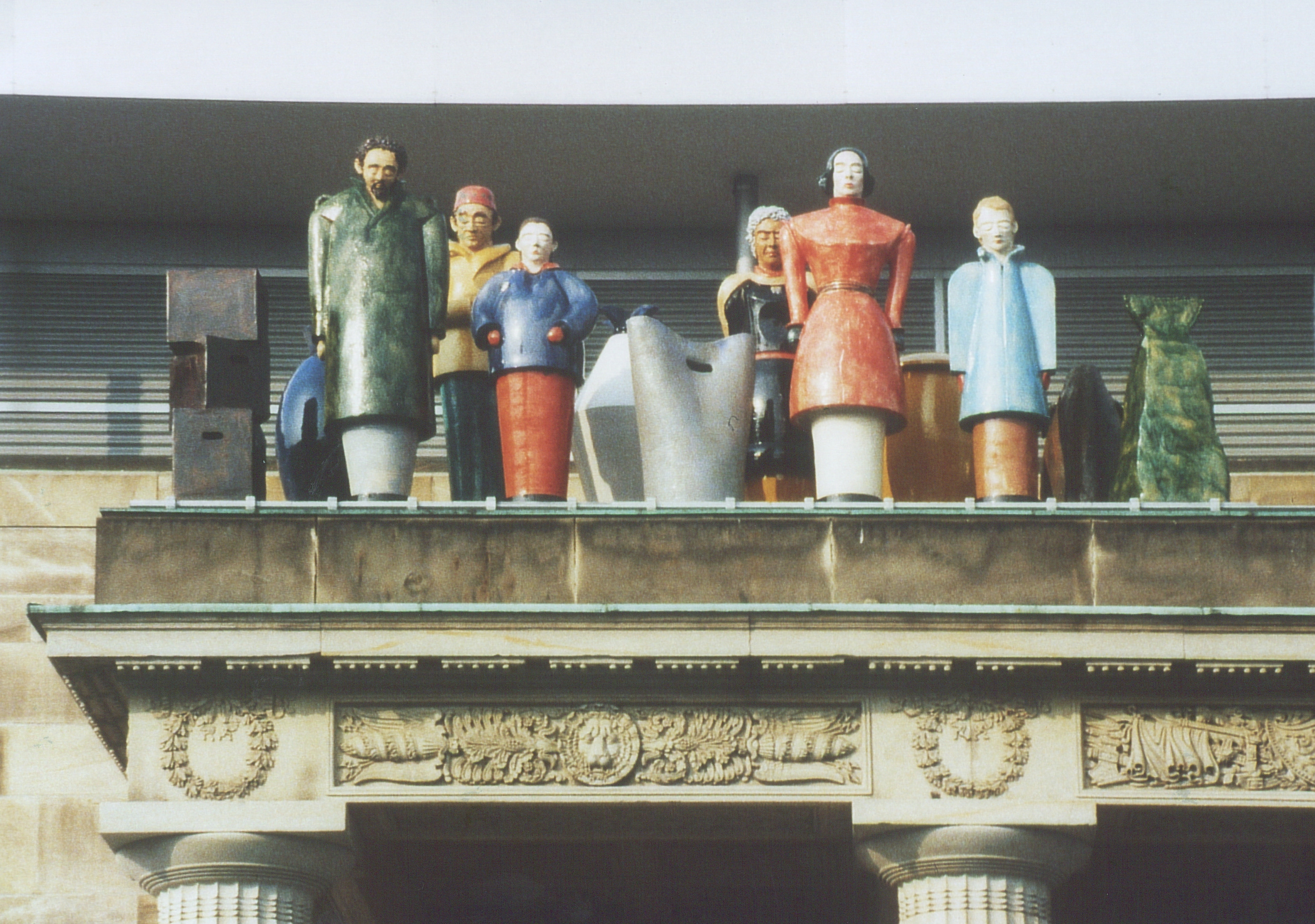
Die Fremden (The Strangers) for documenta IX

Thomas Schütte, född 16 november 1954 i Oldenburg, är en tysk skulptör.
Thomas Schütte utbildade sig på Kunstakademie Düsseldorf 1973-81 under Gerhard Richter, Fritz Schwegler och Benjamin Buchloh. Han hade sin första separatutställning på Marian Goodman Gallery i New York 1989.
Thomas Schütte har deltagit i documenta i Kassel vid tre tillfällen. År 2005 fick han Guldlejonet för bästa konstnär på Venedigbiennalen.